# Souvigny-de-Touraine
 Souvigny-de-Touraine  es una población y comuna francesa.

## Localización
Está situada en la región de  Centro, departamento de Indre y Loira, en el distrito de Tours y cantón de Amboise.

## Demografía
| 247 | 274 | 260 | 275 | 310 | 366 |
| Para los censos de 1962 a 1999 la población legal corresponde a la población sin duplicidades (Fuente: INSEE [Consultar]) |     |     |     |     |     |